# Nortriptilin
A nortriptilin második generációs triciklusos antidepresszáns (TCA). Hidrokloridsó formájában forgalmazzák depresszió, gyermekkori éjjeli ágybavizelés, és néha más krónikus betegség ellen, pl. krónikus fáradtság szindróma, krónikus fájdalom és migrén, és bizonyos körülmények között organikus emocionális labilitás.
Több off-label alkalmazása is van: pánikbetegség, irritábilis bélszindróma, a neuralgia (idegzsába) bizonyos esetei. Segíthet a dohányzásról való leszokásban. Kutatások szerint csökkenti a figyelemhiányos hiperaktivitás-zavar tüneteit.
A VIII. Magyar Gyógyszerkönyvben Nortriptylini hydrochloridum    néven hivatalos.  

## Hatásmód
A nortriptilin az amitriptilin aktív metabolitja: a májban demetilizálódik. Gátolja a noradrenalin, kisebb mértékben a szerotonin, és elhanyagolható mértékben az adrenalin visszavételét. Ezen felül néhány más receptor antagonistája:
- erősen: hisztamin H1
- közepesen: szerotonin 5-HT2, adrenerg α1 és muszkarinos acetil-kolin
- gyengén: szerotonin 5-HT1.

Emiatt a szernek vannak mellékhatásai (nyugtató, vérnyomáscsökkentő, antikolinerg stb.), melyeket a kezelés során tekintetbe kell venni.
A nortriptilinnek alvásjavító hatása lehet a H1 és 5-HT2-receptorra gyakorolt hatása miatt. Rövid távon azonban az aktiváló hatása miatt alvási zavarokat okozhat.
A többi triciklusos antidepresszánshoz hasonlóan a nortriptilin a Na+-csatornákat is gátolja. Valószínűleg ez is szerepet játszik az alvásjavító hatásában.

## Ellenjavallatok, mellékhatások
A szer használata ellenjavallt szívinfarktus után, a felépülési szakaszban. Fokozott óvatosság szükséges azoknál, akiknek szívbetegségük, stroke-juk, zöld hályoguk és/vagy epilepsziájuk volt, valamint akiknek pajzsmirigy-túlműködésük van, illetve ez ellen szednek gyógyszert.
Ritkán előforduló mellékhatás a szapora szívverés ill. szívritmuszavar. Az alkohol felerősíti ezt a mellékhatást. A kezelés során nemcsak ezért kell kerülni az alkoholfogyasztást, hanem amiatt is, hogy a tapasztalatok szerint az megnöveli az öngyilkossági kísérletre való hajlamot.
Mint minden triciklusos antidepresszánsnál, a nortriplinnél is kerülni kell a monoamin-oxidáz gátlók egyidejű szedését. A két szer között legalább két hét szünetet kell tartani, ellenkező esetben magas lázat és/vagy komoly görcsöket okozhat a szer. Haláleseteket is feljegyeztek.
A leggyakoribb mellékhatások jóval enyhébbek: szájszárazság, kábultság, székrekedés, megnövekedett étvágy.
A felsorolt veszélyek és mellékhatás jóval kisebbek és ritkábbak, mint az első generációs triciklusos antidepresszánsoknál (pl. imipramin, amitriptilin).

## Fordítás
Ez a szócikk részben vagy egészben  a   Nortriptyline című angol Wikipédia-szócikk fordításán alapul.  Az eredeti cikk szerkesztőit annak laptörténete sorolja fel. Ez a jelzés csupán a megfogalmazás eredetét és a szerzői jogokat jelzi, nem szolgál a cikkben szereplő információk forrásmegjelöléseként.